# Senegambia (region)

Senegambia (Senegal i Gambia)

Senegambia – region geograficzny w Afryce Zachodniej, obejmujący obszar wyżyny Futa Dżalon oraz dorzecza Senegalu i Gambii na współczesnych terenach Senegalu, Gambii i Gwinei Bissau, a także Gwinei, Mali i Mauretanii, w praktyce nazwa ta stosowana jest jednak w zasadzie tylko do obszaru państw Senegal i Gambia. 
W latach 1765–1783 była to też nazwa brytyjskiej kolonii na tych terenach, a w latach 80. XX w. Konfederacji Senegambii (1982–1989).

## Historia
Do XV w. obszar dorzecza Senegalu i Gambii był zależny od Sudanu. Przybycie Portugalczyków w XV w. przyczyniło się do rozwoju handlu złotem, kością słoniową, skórami i niewolnikami. 
W okresie XV–XVI w. region stał się głównym centrum handlu niewolnikami, dostarczając okresowo nawet 40% wszystkich niewolników dla Nowego Świata. Znaczenie handlu niewolnikami spadło na początku XVII w., a region zaczął eksportować surowce i produkty rolne. 
W XVII w. był miejscem walki o dominację handlową pomiędzy Portugalią a Holandią, Wielką Brytanią i Francją, które założyły tu swoje centra handlowe, w tym ośrodki handlu niewolnikami. Holendrzy przybyli w 1621 roku, zajmując wyspę Gorée, Francuzi założyli swoją pierwszą kolonię w 1629 roku w Saint-Louis a Brytyjczycy w 1561 roku zbudowali fortecę (ang. Fort James) na Wyspie Świętego Andrzeja. Holendrzy zostali wyparci przez Francuzów i Brytyjczyków w 1677 roku. 
W 1765 roku tereny Senegalu i Gambii zostały połączone w prowincję Senegambia, tworząc kolonię brytyjską, która utraciła terytoria po ataku francuskim w 1776 roku i formalnie przestała istnieć na mocy traktatu wersalskiego z 1783 roku. 
W XVIII–XIX w. na terenie Senegambii działało wiele ruchów islamistycznych, a w wyniku walk dżihadu prowadzonych przez ʿUmara Talla (1797–1864) doszło do powstania we wschodniej części regionu Imperium Tukulerów. 
W 1895 roku państwo Tukulerów i pozostałe części Senegambii zostały wcielone do Francuskiej Afryki Zachodniej.